# Alchemilla rubidula
Alchemilla rubidula é uma espécie de rosácea do gênero Alchemilla, pertencente à família Rosaceae.